# ویلهلم دیلتای
ویلهلم دیلتای (۱۹ نوامبر ۱۸۳۳–۱ اکتبر ۱۹۱۱) مورخ، جامعه‌شناس، روان‌شناس و فیلسوف آلمانی‌ است. او به همراه ماکسیمیلیان وبر از بنیان‌گذاران جامعه‌شناسی تفهمی به‌شمار می‌رود.
دیلتای از جمله اندیشمندانی است که آثارش به زبان انگلیسی قدری دیر ترجمه شده‌اند. آثار این فیلسوف در سال ۱۹۸۹ به زبان انگلیسی برگردان شدند.
(کتاب «دانش هرمنوتیک و مطالعه ی تاریخ» نیز توسط منوچهر صانعی دره‌بیدی به فارسی ترجمه شده است.)

## پیشگفتار
امروزه یکی از نحله‌های مهم و مطرح در هرمنوتیک، روشی است که برای تفسیر و تحلیل علوم انسانی به کار می‌رود. هرمنوتیک که در ابتدای ظهورش محدود به فقه اللغه و تفسیر متون مقدس بود با تلاش‌های علمی فریدریش شلایرماخر به روش فهم همه متون توسعه یافت و امروزه با یک توسعه دیگر در کاربرد آن برای فهم همه پدیده‌های انسانی اعم از متن و غیر متن به کار می‌رود و به عنوان یک رهیافت اساسی برای پژوهش در علوم انسانی دارای اهمیت خاصی است. این مهم مرهون تلاش علمی ویلهلم دیلتای، مورخ و فیلسوف آلمانی (۱۹۱۱ تا ۱۸۳۳ میلادی) است. تلاش‌های علمی وی بسیار گسترده و عمیق است و در زمینه متافیزیک، فلسفه اخلاق، تاریخ، معرفت‌شناسی، روانشناسی و نقد ادبی آثار مهمی عرضه کرده‌ است. سهم مهم وی در فلسفه، تحلیل معرفت‌شناسانه اش از علوم انسانی است. دیلتای نخستین کسی بود که در علوم انسانی معرفت‌شناسی مستقلی را به وجود آورد و آثار وی برای کل مسئله علوم انسانی و نتایج فلسفی و منطقی و معرفت‌شناسی آن منبع مهمی به‌ شمار می‌رود. از سوی دیگر اشتهار وی مرهون تفکرات هرمنوتیکی اوست. دیلتای هرمنوتیک را نه تنها روشی برای فهم متون یا گفتارها می‌دانست، بلکه از آن برای فهم همه ابرازها و تجلیات انسانی اعم از رفتارها، هنرها، حوادث تاریخی، نهادها و غیره بهره می‌گرفت. دیلتای معتقد بود که رفتار، گفتار و مکتوبات آدمیان جملگی حاکی از حیات ذهنی و درونی آن‌هاست و علوم انسانی باید به دنبال راهیابی به حیات درونی صاحبان این افعال و آثار باشد. وظیفه و رسالت هرمنوتیک تنظیم و تنقیح اصول و قواعد چنین امری است. بدین ترتیب، دیلتای پرسش فهم متون را به پرسش فهم تجلیات و بیان‌های بشری تغییر داد و هرمنوتیک را به مطلق علوم انسانی توسعه داد و آن را در مقابل روش‌شناسی علوم طبیعی عرضه نمود.

## فعالیت علمی
دیلتای با پوزیتیویسم مخالفت کرد و معتقد بود نمی‌توان علوم انسانی را در قالب تجربه ریخت.
بحث از بنیادهای فلسفی علوم انسانی نخستین بار در تاریخ علوم انسانی غرب با انتشار کتاب «مقدمه بر علوم انسانی» ویلهلم دیلتای در ۱۸۸۳ مطرح شد. نگاه دیلتای به مباحث فلسفه علوم انسانی در ذیل پارادایم هرمنوتیک قرار می‌گیرد که در واکنش به پوزیتیویسم شکل گرفت. او رسالت کتابش را نیز «تثبیت اهمیت و استقلال علوم انسانی در مقابل سلطه تحمیل‌شده دیدگاه علوم طبیعی در تفکر فلسفی» می‌داند.
او یکی از اندیشمندان تأثیرگذار و شاید مؤسس در حوزه هرمنوتیک است و در کنار شلایرماخر و گادامر، به عنوان یکی از اضلاع مثلث هرمنوتیک مدرن مطرح به‌شمار می‌آید. دیلتای برای نخستین بار هرمنوتیک را بنیاد روش‌شناختی علوم انسانی معرفی می‌کند و می‌کوشد این علوم را از سیطره پوزیتیویسم برهاند.
دیلتای با عطف به ویژگی‌های کنش انسانی و معنادار بودن کنش‌های آدمیان، به تفاوت موضوعات علوم انسانی و علوم طبیعی پی برده بود. ماکس وبر، جامعه‌شناس آلمانی، با تأثیرپذیری از دیلتای توانست نوع جدیدی از جامعه‌شناسی را بنیان گذارد که کمتر از علوم طبیعی الگو می‌گرفت (جامعه‌شناسی تفهمی).

## زمینه‌های فکری و فلسفی اندیشه دیلتای
از آنجایی که دیلتای در قرن نوزدهم می‌زیست، بدیهی است که تحت تأثیر نحله‌های فلسفی رایج در دوران خود و همین‌طور تاریخ فلسفه اسلاف خود باشد. شاید بتوان اندیشه‌ها و نحلههای اثرگذار بر دیلتای را به سه گروه تقسیم کرد:
۱.یکی ازنحلههای فکری رایج در قرن نوزدهم پوزیتیویسم و تجربه‌گرایی بوده‌است. تأثیرپذیری دیلتای از تجربه‌گرایی این بود که از این روش به نحو سلبی در تبیین علوم انسانی و متدلوژی آن الهام گرفت. کاری که کانت در راه تثبیت مبانی علوم تجربی و تضعیف ارکان متافیزیک انجام داد به تأمل فلسفی در مبانی علوم منجر شد و به رشد و تقویت روش‌شناسی در قرن نوزدهم انجامید. دیلتای نیز متأثر از او در عین حال که علوم انسانی را به لحاظ روش از چارچوب علوم تجربی خارج می‌کرد درصدد بود که روش‌شناسی عامی برای دستیابی به علوم انسانی عینی ارائه کند. پوزیتیویسم، تنها راه عینیت بخشیدن، واقعی کردن و ارزشمند دانستن علوم را روش تجربی می‌دانست؛ یعنی هر فهم مقبول و ارزشمندی باید بر تبیین تجربی و معیار آزمون‌پذیری مبتنی باشد. از این دیدگاه، مباحث علوم انسانی و به تعبیر دیلتای «علوم معنوی» به دلیل عدم امکان تجربه و آزمون‌پذیری به معنای پوزیتیویستی آن بی‌اعتبار، غیر عینی و غیرواقعی هستند. همت عمده دیلتای وقف آن گردید که با ارائه ضابطه و ملاکی برای عینی کردن علوم انسانی نشان دهد که این علوم نیز در ردیف علوم طبیعی و فیزیکی، عینی، ارزشمند و معتبر هستند.
البته تفاوت موضوعی علوم انسانی و تجربی و در نتیجه تمایز روش آن‌ها ابداع و ابتکار دیلتای نبود، زیرا پیش از او پیروان مکتب تاریخ‌گروی با بیان و رویکردی متفاوت به آن تصریح داشتند، اما نکته قابل تأمل در اندیشه دیلتای تلقی خاصی است که وی از فلسفه حیات ارائه داده و دیگر اینکه او این تفکیک روش‌شناختی را مانع از اتصاف علوم انسانی به عینیت نمی‌داند. به همین دلیل دیلتای نیز تحت تأثیر سنت عینیتگرایی که از گذشته تا آن زمان وجود داشت اعتقاد به امکان شناخت عینی و دسترسی به معنای واحد موضوع تفسیر داشت و مانند شلایرماخر به عینیت فهم معتقد بود.
۲.قرن نوزدهم علاوهبر اینکه تحت تأثیر افکار پوزیتیویسم بود دوران رواج مکتب تاریخ‌گروی (Historicism) نیز بود. بنابر دیدگاه تاریخ‌گروی، هر اندیشه و به‌طور کلی هر پدیده‌ای را باید در فضای عصر آن پدیده و با توجه به تاریخ آن درک کرد، یعنی همه خلاقیت‌های هنری، آفرینش‌های ادبی و ارائه افکار و ایده‌ها در چارچوب عناصر معرفتی عصر خود پا به عرصه ظهور نهاده‌اند، ولی مفسر که در صدد فهم و درک گذشته‌است در محاصره عناصر معرفتی و معیارهای مفهومی عصر خود قرار دارد و به همین جهت با کمک ملاک‌ها و معیارهای این عصر، امکان دستیابی و فهم پدیده‌ها و اندیشه‌های اعصار گذشته وجود نخواهد داشت. بلکه فهم گذشته در گرو چشم‌اندازها و افق‌های فکری مفسر است و دیدگاه و جایگاه تاریخی او در فهم تاریخی‌اش تأثیرگذار است. از این رو از تاریخ‌گرایی به نسبی‌گرایی نیز تعبیر می‌شود؛ زیرا با پذیرش آن، علوم تاریخی، نظریه‌ها نسبی و غیرمطلق خواهند شد.
دیلتای علی‌رغم اینکه از تاریخیگری تأثیر پذیرفته و معتقد است که «تمامیت انسان فقط در تاریخ است» و «هیچ راه ممکنی برای رفتن به ورای نسبیت آگاهی تاریخی وجود ندارد» در عین حال درصدد است که بر این تاریخیت انسان غلبه کند و تأکید می‌کند که مفسر علوم انسانی می‌تواند از طریق همدلی به شناخت و فهم پدیده‌های تاریخی دست یابد و خود را از غلتیدن در تاریخ برهاند.
۳.دیلتای در نظریات هرمنوتیکی خود نیز تحت تأثیر مکتب رمانتیسم و افکار استاد خود شلایرماخر بوده‌است. دیلتای برای ترسیم روش‌شناسی عام برای علوم انسانی از نظریه شلایرماخر کمک می‌گیرد و همانند او برای فهم پدیده‌های انسانی بر نیت ذهنی مؤلف و تجربه زندگی او تأکید دارد. وی معتقد بود همان‌گونه که متن مکتوب و گفتار، تجلی مقاصد و اندیشه‌های نهفته مؤلف و گوینده آن‌هاست، افعال و حوادث نیز تجلی و ظهور نیات و اندیشه‌های آفرینندگان آنهاست. از رهگذر همین تجربیات و عینیت یافتگی‌هاست که می‌توان به معنای نهفته در درون زندگی دست یافت. منظور دیلتای از عینیت یافتگی‌ها، تنها متون و آثار هنری نیست، بلکه هر چیزی است که در آن روح یا ذهن انسان خود را متجلی سازد، اعم از اندیشه، زبان، قانون و نهادهای سیاسی، اقتصادی و فرهنگی. فهمیدن همه این‌ها مستلزم این است که انسان هر کدام از آن‌ها را در افق و زمینه خاص خودش قرار دهد و به عبارت دیگر، تجربه مؤلف آن‌ها را بازآفرینی و بازسازی نماید.

## روش‌شناسی خاص علوم انسانی
دیلتای دو گونه شناخت علمی، یعنی علوم فیزیکی یا طبیعی و علوم معنوی یا انسانی، را از یکدیگر تفکیک نموده و بر این عقیده است که علوم طبیعی و انسانی هم در روش و هم در موضوع با هم متفاوتند. پدیده‌های انسانی و تاریخی علاوهبر اینکه دارای یک لایه بیرونی هستند که می‌توانند موضوعی برای تحقیقات طبیعت‌گرایانه باشد، از محتوای درونی نیز برخوردارند و همین ویژگی است که دلیل لزوم روش‌شناسی خاصی برای علوم انسانی است. برخلاف پدیده‌های طبیعی که موضوع علوم تجربی را شکل می‌دهند به لحاظ وجودی تک‌ساحتی هستند.
به تعبیر دیگر پدیده‌های طبیعی به گونه‌ای هستند که فهم و تفسیر در آن‌ها راه ندارد بلکه تنها می‌توان به توصیف مناسبات علی و معلولی از طریق استقرای علمی و اثبات و ابطال آن‌ها پرداخت، درحالی‌که در علوم انسانی پای انسان در میان است و به همین دلیل نمی‌توان به تبیین محض اکتفا نمود؛ بنابراین از نظر دیلتای پدیده‌های اجتماعی و روانی با شیوه‌های علوم طبیعی به‌طور کامل قابل فهم نیستند و باید اذعان نمود که علمی خاص امور روحی وجود دارد که علم مستقلی است. روش هرمنوتیک می‌تواند به عنوان روشی مستقل برای تحلیل و بررسی علوم انسانی به کار آید. دیلتای در راستای همین علایق، در سراسر زندگی‌اش کوشید بنیانی برای علوم انسانی بیابد. کوشش‌های اولیه او متکی بر روانشناسی بود، اما به تدریج دریافت که یک بنیان کاملاً روانشناختی برای علوم انسانی رضایت‌بخش نیست به همین جهت در پایان قرن نوزدهم زمینه‌های اجتماعی تاریخی را بیشتر مورد توجه قرار داد و به طرح این نظر پرداخت که تفسیر و تأویل (Interpretation) مظاهر و نمودهای انسانی و نه روان‌شناسی، شالوده و بنیاد علوم انسانی است.

## اصول هرمنوتیکی دیلتای
دیلتای با تمایز میان روش شناخت علوم انسانی و علوم طبیعی، درصدد برآمد تا قواعد و اصولی مطلق و عینی را برای علوم انسانی ارائه کند تا در برابر علوم طبیعی به عنوان بنیانی برای علوم انسانی به حساب آید. این اصول را در موارد زیر می‌توان خلاصه نمود:
۱.عینی بودن معنای متن: با گسترشی که دیلتای در دامنه کاربرد هرمنوتیک داده‌است، در نگاه او «متن» به معنایی اعم از نوشتار و گفتار و رفتار انسان به کار می‌رود. دیلتای تحت تأثیر اسلاف خود مانند کلادنیوس و شلایرماخر معنای نهایی متن را «نیت پدیدآورنده آن» می‌دانست و آن را به معنایی که مؤلف در سر داشته و تلاش کرده در اثر خود بیان کند تفسیر می‌کرد، اما بر این مطلب پای فشرد که متن، تجلی روح مؤلف و بروز شخصیت اوست و کاوش متن برای رسیدن به نیت مؤلف به منظور شناخت بهتر مؤلف است، به‌گونه‌ای که چه بسا حتی خود مؤلف نیز خود را آن‌گونه درک نکرده باشد. از این رو، گاه مفسر از مؤلف فراتر می‌رود و از سخن وی او را درمی‌یابد که خود مؤلف از درک آن ناتوان بوده‌است. پس شناخت کامل‌تر مؤلف هدف اصلی هرمنوتیک است.
۲.مفهوم تاریخمندی: مفهوم «تاریخمندی» جایگاه ویژه‌ای در تفکر دیلتای دارد، بدین معنا که معنا همواره در متن و زمینه قرار دارد و بدیهی است که برای فهم آن باید زمینه را شناخت. این امر نیز مستلزم بازآفرینی و بازسازی تجربه مؤلف آن است. مراد دیلتای از فهم، صرف عمل ادراک ذهن یا صرف عمل تفکر نیست، بلکه عملی است که طی آن ذهن، ذهن دیگر را یا زندگی دیگر را می‌فهمد و برای این فهمیدن هم شخص خود را در دیگری بازمی‌یابد و از این طریق تجربه زندگی دیگری را بازسازی نموده و آن را می‌فهمد. «دیلتای این فهم را اساساً فهم همدلانه‌ای می‌انگاشت که متضمن فرافکنی خود در ذهن دیگری (آفریننده)، از رهگذر دریافت کلام فرهنگی است. او این کلام فرهنگی را «ذهن عینی» می‌نامید. ما از این راه تجربه زیسته مؤلف را بازسازی می‌کنیم».
این بخش از افکار دیلتای که تکیه زیادی بر تجربه و نیت مؤلف و توجه ویژه‌ای به همدلی با او دارد و ریکور آن را «رویه کسب فهم از طریق انتقال به ذهنیت روانی شخص دیگر» نامیده‌است، که به هرمنوتیک روش مورد نظر او بیشتر جنبه رمانتیک و روانشناختی داده‌است. بنابه تصریح نظریه‌پردازان بزرگ هرمنوتیک و شارحان آثار دیلتای، جنبه رمانتیکی و روان‌شناختی هرمنوتیک دیلتای تا حد زیادی مدیون افکار شلایرماخر می‌دانند.
۳.تجربه زیسته: یکی از جنبه‌های اصلی اندیشه دیلتای دیدگاه او دربارهٔ فلسفه حیات است. از نظر او حیات واقعیتی بیولوژیک و مشترک بین انسان و حیوان نیست بلکه امری است که ما آن را با تمام تنوع و پیچیدگی‌های آن تجربه کرده‌ایم. از نظر دیلتای علاوهبر اینکه انسان قادر است که حیات و زندگی خود را تجربه کند و این حیات در اعمال و رفتار و گفتار و خلاقیت‌ها و آفرینش‌های او ظهور و تجلی پیدا می‌کند، همچنین قادر است که به طریقی در تجربه حیاتی دیگران نیز سهیم شود.

## تجربه گرایی
از دید دیلتای، آدمیان در هویت بشری مشترکند و تفاوت آن‌ها تنها به خصوصیات تاریخی روزگارشان بازمی‌گردد. پس اگر کسی بتواند فضای زمانه شخص دیگری را برای خود بازتولید کند، می‌تواند جایگزین او گردد و به درکی مشابه او در ابداع و ایجاد و تألیف آن موضوع دست یابد. به‌طورکلی پیش‌فرض هر علم انسانی، قابلیت جایگزین کردن انسان در زندگی ذهنی و درونی دیگران است. راهیابی به حیات درونی انسان‌ها از طریق تجربه همدلانه یعنی نوعی بازسازی روانشناختی دنیای آن‌ها تنها راه شناخت و فهم تجلیات حیات آنان است.
تجربه زیسته (Erlebnis) در اصطلاح دیلتای عبارت است از یک تجربه بی‌واسطه و حضوری از چیزی؛ تجربه‌ای که در آن بین عالم و معلوم، بین تجربه‌گر و تجربه‌شونده، اتحاد و هویت برقرار است. تجربه زیسته در مقابل Erfahrung است؛ یعنی تجربه دست دوم که باواسطه و حصولی است، اما به نظر دیلتای در علوم انسانی، تجربه از نوع Erlebnis که بی‌واسطه است، جریان دارد. افکار وی در این خصوص در عبارت مشهور و موجز وی چنین بیان شده‌است: «ما طبیعت را توضیح می‌دهیم، اما انسان را باید بفهمیم» فهم با تفاهم همراه است و از طریق ارتباط میان جوینده فهم و موضوع مطالعه او که همان عالم زندگی یا تجربه زندگی است فراهم می‌آید. مفهوم «تجربه زندگی» یا «تجربه زیسته» در قلب هرمنوتیک دیلتای جای دارد و به همین دلیل است که دیلتای هم در کنار نیچه و برگسون به عنوان «فیلسوف زندگی» شهرت یافته و این شهرت او نیز نتیجه همین نگاهش به زندگی برحسب معنا و تأکیدش بر فهم زندگی از تجربه خود زندگی است.
درک تجلیات حیات انسان به معنای درک حالات درونی و ذهنی‌ای است که این تجلیات بیانگر و حاکی از آن است. وظیفه فهم آن است که در این واقعیات محسوس فیزیکی نفوذ و رسوخ کند تا به آن چیزی که در دسترس و مشاهده حواس نیست دست یابد.

## فهم حیات
از نظر دیلتای فهم حیات دیگران از طریق اظهارات و تجلیات حیات به سه شرط امکان‌پذیر است: نخست آن‌که ما باید با فرایندهای ذهنی‌ای که از خلال آن، معنا اظهار و تجربه می‌گردد آشنا باشیم. در غیر این صورت نخواهیم توانست از حیات دیگران چیزی بفهمیم، از این جهت «برای فهمیدن انسان باید انسان بود» دیلتای در نوشته‌های نخستین خود بر این شرط تأکید زیادی داشت و با تأکید بر «روانشناسی تفسیری» در مقابل روان‌شناسی تبیینی به تبیین جنبه‌های مختلف حیات روانی با مراجعه به ساختار درونی آن‌ها پرداخت، اما در نوشته‌های متأخر بر دو شرط دیگر بیشتر تأکید می‌کرد: یکی اینکه باید زمینه واقعی و انضمامی اظهار و تجلی حیات را نیز شناخت. به عنوان نمونه برای فهم یک مذهب یا یک اندیشه فلسفی باید شرایط و زمینه‌های ظهور آن را بررسی نمود و شرط سوم این‌که شناخت سیستم‌ها و نظام‌های فرهنگی و اجتماعی ضروری است. به این طریق سرشت و ماهیت بیشتر اظهارات مشخص می‌گردد.